# Cuco Valoy
Cuco Valoy (Manoguayabo, Santo Domingo, República Dominicana, 6 de enero de 1937) es un músico y cantante dominicano. Valoy fue integrante del dúo Los Ahijados desde la década del 1950 hasta finales de la década del 1960.

## Biografía
Vivió gran parte de su vida en el sector de Villa Juana, Santo Domingo, República Dominicana, en la calle Juan de Morfa #6, altos, esquina Juan Bautista Vicini. Siempre se preocupó por transmitir el conocimiento musical a sus hijos, siendo su mayor anhelo hacer de la música un negocio familiar. Ese sueño se convirtió en realidad, ya que a lo largo de su carrera su familia ha participado activamente en sus producciones musicales, especialmente su hijo Ramón Orlando.
Es un músico versátil que toca una variedad de instrumentos, entre los cuales se destacan la guitarra, el piano y el bajo. También es percusionista, especializándose en la tambora, instrumento afrodominicano esencial en el merengue.

### Los Ahijados
Tras estudiar teoría musical en el Conservatorio Nacional de Música, formó con su hermano menor Martín Valoy un dúo solista que pronto se hizo popular en presentaciones y serenatas, interpretando éxitos de artistas de la época. A mediados de los años 60, Cuco cambió el repertorio del dúo a sones montunos, con el nombre de dúo "Los Ahijados", en consonancia con Los Compadres de Cuba. Cuco era el vocalista principal y guitarra segunda, y su hermano Martín como solista. Este dueto interpretaba música afro-cubana.

### De Los Virtuosos a La Tribu
En la década de los 70, Cuco formó el conjunto "Los Virtuosos", en el que integró a su hijo Ramón Orlando, quien pronto se convertiría en uno de los jóvenes maestros de la música dominicana y caribeña. Cuco y su conjunto de 13 integrantes tuvieron la flexibilidad de interpretar diversos ritmos tales como merengue, bachata, salsa, cumbia, son montuno, bolero, Guaracha, cha-cha-chá. El nombre de la orquesta se inspiró en el título de un libro que Valoy utilizaba para darle clases de piano a Ramón Orlando. La combinación de la voz y los conocimientos de Cuco con las ideas modernas de Ramón llevaron la proyección de la orquesta al panorama internacional, especialmente en Colombia.
Durante una gira en Panamá, un aficionado se acercó a Cuco y a son de broma dijo que la orquesta parecía una tribu debido a su color de piel. A Valoy le gustó el concepto de la tribu y comenzó a referirse a la orquesta como tal. Dentro de poco tiempo, la orquesta pasó a llamarse oficialmente La Tribu.
A lo largo de su carrera, Valoy ha compartido escenarios con figuras como Machito, Celia Cruz, Johnny Pacheco, Johnny Ventura y Oscar D'León, haciendo gala de su habilidad para interpretar cualquier género musical latino añadiéndole líricas jocosas y excitantes. Entre sus temas más populares se destacan El Brujo, Juliana, Nació varón, Pasito Colombiano y Los frutos del Carnaval.

### Proyección y reconocimientos
Cuco Valoy ha participado en numerosos festivales internacionales con gran proyección en el Caribe, Centro y Sudamérica, ganando varios premios y reconocimientos. En Colombia, se le otorgó por 4 veces consecutivas la máxima distinción musical: El Congo de Oro.
Cuco Valoy es considerado pionero en la modernización de la música tropical.
En 2017, Valoy recibió el máximo galardón que otorga la Asociación de Cronistas de Arte (Acroarte) y la Cervecería Nacional Dominicana en los Premios Soberano, pasando a formar parte de un selecto elenco con otros artistas como Johnny Ventura, Juan Luis Guerra, Wilfrido Vargas y Johnny Pacheco.Ese mismo año, recibió un Premio Grammy a la excelencia musical de parte de la Academia de la Música Latina (LARAS) junto a otras leyendas de la música iberoamericana como Lucecita Benítez, Ilan Chester, Víctor Heredia, Joao Bosco y Guadalupe Pineda.

## Discografía
| Serie       | Título                                                 | Año de Producción |
| ----------- | ------------------------------------------------------ | ----------------- |
|             | Páginas Gloriosas de Mi Patria                         | 1965              |
| 345         | Vuelven... Los Ahijados                                | 1969              |
| 406         | El Borracho Vol. 4                                     | 1970              |
| 436         | Vol. 5                                                 | 1971              |
| 025         | Virgen de la Cueva                                     | 1972              |
| 012         | Kikiribú Mandinga Vol. 7                               | 1973              |
| 035         | El Enterrador                                          | 1973              |
| 746         | ¡De Quisqueya... Con Sabor!                            | 1973              |
| 060         | Sigue Afincando                                        | 1974              |
| 4372        | De Nuevo                                               | 1974              |
| 091         | ¡No Me Empuje!                                         | 1975              |
| 4363        | Vol. 10                                                | 1976              |
| 4368        | El Brujo                                               | 1976              |
| 4383        | Un Momento!... Llegaron                                | 1977              |
| 200         | El Gordito de Oro En Suavecito                         | 1978              |
| 4399        | Salsa Con Coco                                         | 1978              |
| 658         | Los Diplomáticos de Haití                              | 1978              |
| 4384        | Merengues de Mi Tierra                                 | 1978              |
| 200         | Hechizo, Música y Melodía                              | 1979              |
| 8801        | Arrollando                                             | 1979              |
| 4413        | Super Hits Salsosos                                    | 1979              |
| 8802        | El Magnífico                                           | 1980              |
| 0293-2      | Sonero Mayor                                           | 1980              |
| 30020       | Tiza!                                                  | 1980              |
| 1048        | Lo Mejor de Cuco Valoy y Sus Virtuosos                 | 1980              |
| 4421        | Sones Montunos Vol. 1                                  | 1980              |
| 31000       | Sin Comentarios...                                     | 1981              |
| 8807        | Sones Montunos Vol. 2                                  | 1981              |
| 216014      | Tremenda Salsa                                         | 1981              |
| 31010       | Chévere                                                | 1982              |
| 40003       | Bien Sobao                                             | 1982              |
| 2108        | La Tribu en Barranquilla                               | 1982              |
| 2126        | A Guarachar Con... Los Ahijados                        | 1982              |
|             | A la Carga                                             | 1982              |
|             | Lo Mejor de Cuco Valoy Vol. 1                          | 1982              |
| 11346       | El Congo de Oro                                        | 1983              |
| 40014       | Sonero y Merenguero                                    | 1983              |
| 40018       | Fin de Año Con Cuco                                    | 1983              |
| 2832        | ¿Qué Será lo Que Quiere el Negro?                      | 1983              |
| 1460        | Los Mejores Discos                                     | 1983              |
| 1008        | Cuco Valoy y Su Tribu                                  | 1984              |
| 1009        | Cuco y Ramón Orlando Valoy Presentan a Alberto Beltrán | 1984              |
| 1010        | La Tribu de Cuco Valoy                                 | 1984              |
| 2830        | Ritmo Típico Sabroso                                   | 1984              |
| 6044        | Mejor Que Nunca                                        | 1985              |
| 7013        | Con Sabor del Trópico                                  | 1986              |
| 7017        | Merengueando Con Cuco                                  | 1987              |
| 23151584    | Arrasando                                              | 1987              |
| 128         | Sonero                                                 | 1987              |
| 137         | El Brujo Vol. 2                                        | 1987              |
| 20004       | Juntos Otra Vez                                        | 1988              |
| 163         | 20 Éxitos                                              | 1988              |
| 20023       | A Petición Popular... Salsa                            | 1989              |
| 0232-2      | El Milloncito                                          | 1990              |
| 091         | La Gran Obra Musical                                   | 1991              |
| 1026        | Las Salsas de Cuco                                     | 1991              |
| 0254        | La Salsa de Cuco Valoy: 15 Éxitos                      | 1991              |
| 0283-2      | 20 Éxitos Vol. 2                                       | 1991              |
| 0291-2      | Salsa Con Coco                                         | 1991              |
| 0293-2      | Sonero Mayor                                           | 1991              |
| 307-2       | Vuelven los Ahijados                                   | 1992              |
| 310-2       | Sones Montunos                                         | 1992              |
| 752         | El Que Sabe...!                                        | 1992              |
| 93056       | Sabroso                                                | 1993              |
|             | Las Mujeres Calientes                                  | 1994              |
| 086         | Tiza!                                                  | 1994              |
| 384-2       | Cuco y Martín Valoy                                    | 1994              |
| 412-2       | Época de Oro                                           | 1995              |
| 1349/1350-2 | El Disco de Oro                                        | 1996              |
| 0107        | Caliente: La Cuca de Cuco                              | 1997              |
| 1028        | El Disco de Oro                                        | 1997              |
| 288         | El Disco de Oro Vol. 2                                 | 1998              |
| 1116-2      | Gold                                                   | 1998              |
| 0204352     | En Dos Tiempos                                         | 1998              |
| 6236        | ¡Que Gobiernen las Mujeres!                            | 2002              |
| 1029-2      | Lo Mejor de la Salsa                                   | 2003              |
| 564-2       | Intacto                                                | 2004              |
|             | Grandes Soneros de la Época                            | 2004              |
|             | Sonero y Valor                                         | 2007              |
|             | Reserva Musical                                        | 2008              |
|             | La Piedra                                              | 2009              |

## Congos de Oro
Otorgado en el Festival de Orquestas del Carnaval de Barranquilla:
| Año  | Trabajo nominado | Categoría      | Resultado |
| ---- | ---------------- | -------------- | --------- |
| 1981 | Cuco Valoy       | Combo Salsa    | Ganador   |
| 1983 | Cuco Valoy       | Combo Salsa    | Ganador   |
| 2015 | Cuco Valoy       | Rey del Pueblo | Ganador   |